# Julio Martialay
Julio Martialay de la Fuente (Madrid, España, 26 de junio de 1924) es un exfutbolista y exentrenador español. Jugaba como delantero centro y su primer club profesional fue el Atlético de Aviación.

## Trayectoria
Comenzó su carrera en el Atlético de Aviación, actual Atlético de Madrid, y paso por las filas de Albacete Balompié, CD Toledo, Xerez CD, Úbeda CF y Real Murcia. 
Como entrenador, dirigió los banquillos del Club Atlético Osasuna, en Segunda División, AD Plus Ultra, Club Atlético Marbella, Gimnástica de Torrelavega, Xerez CD y Racing de Ferrol, entre otros.

## Clubes
| Club                   | País   | Año       |
| ---------------------- | ------ | --------- |
| Atlético de Aviación   | España | 1945-1946 |
| Cub Atlético Madrileño | España | 1946-1947 |
| Albacete Balompié      | España | 1947-1948 |
| Real Murcia            | España | 1948-1949 |
| Atlético de Madrid     | España | 1948-1949 |
| Xerez CD               | España | 1949-1951 |
| Úbeda CF               | España | 1953-1954 |